# آلفوزوسین
آلفوزوسین (انگلیسی: Alfuzosin) (با نام تجاری Uroxatral) دارویی از کلاس مسدودکننده‌های α۱ است که برای درمان هیپرپلازی خوش‌خیم پروستات (BPH) استفاده می‌شود.
این دارو به عنوان یک آنتاگونیست گیرنده آدرنرژیک α۱، با شل کردن ماهیچه‌های پروستات و گردن مثانه عمل می‌کند و ادرار کردن را آسان‌تر می‌کند.
آلفوزوسین در سال ۱۹۷۸ ثبت اختراع شد و در سال ۱۹۸۸ برای استفاده پزشکی تأیید شد. در ایالات متحده آمریکا برای هیپرپلازی خوش‌خیم پروستات در سال ۲۰۰۳ تأیید شد. این دارو در سال ۲۰۱۹، با بیش از ۱ میلیون نسخه، سیصد و بیست و هفتمین داروی رایج تجویز شده در ایالات متحده بود.

## اثرات جانبی
شایع‌ترین عوارض جانبی سرگیجه (به دلیل افت فشار خون وضعیتی)، عفونت دستگاه تنفسی فوقانی، سردرد، خستگی، و اختلالات شکمی است. عوارض جانبی شامل درد معده، سوزش سر دل و گرفتگی بینی است. اثرات نامطلوب آلفوزوسین مشابه اثرات تامسولوسین است به استثنای انزال رتروگراد.